# Liste des monuments historiques protégés en 1882
Cet article recense les monuments historiques français classés en 1882.

## Protections
| Édifice                                   | Commune | Département | Région             | Protection | Base Mérimée                         | Coordonnées                        | Image |
| ----------------------------------------- | ------- | ----------- | ------------------ | ---------- | ------------------------------------ | ---------------------------------- | ----- |
| Ruines gallo-romaines d'Herbord (Théâtre) | Sanxay  | Vienne      | Nouvelle-Aquitaine | classé     | « PA00105721 », notice no PA00105721 | 46° 29′ 46″ nord, 0° 00′ 30″ ouest |       |